# Odostomia clavulina
Odostomia clavulina is een slakkensoort uit de familie van de Pyramidellidae. De wetenschappelijke naam van de soort is voor het eerst geldig gepubliceerd in 1877 door Fischer P..